# Srbo Ivanovski
Srbo Ivanovski, makedonski pisatelj, pesnik in prevajalec, * 1928, Štip, † 12. marec 2014, Skopje.
Ivanovski je bil glavni urednik Radia Skopje ter prevajal pesmi iz ruščine ter slovenščine. Leta 1959 je prejel nagrado Kočo Racin.

## Dela
- pesniške zbirke:

- Lirika - (1951)
- Srečanja in ločitve - (Sredbi i razdelbi - 1953)
- Beli kriki - (Beli krikovi - 1956)
- Začarani potnik- vrhunski dosežek- (Magepsan patnik - 1966)
- Pena s planine - (Pena od planinata - 1971)

- pesnitev Želje in meje - (Želbi i megi - 1951)
- zbirka povesti Žena na oknu- (Žena na prozorecot - 1959)
- roman Osamljeni- tema o ruskih emigrantih po oktoberski revoluciji- (Osameni-1968)
- prevod Poezija Sergeja Jesenina - v makedonski jezik